# Пиа (футболист)
Жуан Батиста Инасио (порт. João Batista Inácio; 22 марта 1982, Ипатинга), более известный под именем Пиа (итал. Piá) — бразильский футболист, атакующий полузащитник. Имеет паспорт гражданина Италии.

## Карьера
Пиа начал карьеру в молодёжном составе клуба «Аталанта», куда прибыл вместе со своим младшим братом, Жоэлсоном. 2 декабря 2001 года он дебютировал в основном составе «Аталанты» (до этого Пиа сыграл только 1 матч в Кубке Италии в сезоне 1999/00) в матче чемпионата Италии с клубом «Интернационале», в котором его команда проиграла 2:4. После этого, он выступал за клуб на протяжении двух лет, проведя 23 матча и забив 1 гол. Летом 2003 года Пиа был арендован клубом серии В «Асколи», где стал игроком основного состава, проведя 39 матчей и забив 14 голов. После этого сезона, Инасио вернулся в Бергамо. Там футболист провёл ещё полгода, сыграв 14 раз и забив 1 мяч.
В январе 2005 года Пиа перешёл в «Наполи», выкупившее половину прав на игрока. В первом своём сезоне в составе «азурри» Пиа провёл 21 матч и забил 4 гола, первый из которых в ворота «Джулиановы». В мае 2006 года футболист подписал новый контракт с «Наполи» до 2011 года. В сезоне 2006/07 Пиа провёл за клуб 25 матчей и забил 3 гола. По окончании сезона он был отдан в аренду в «Тревизо», где провёл половину сезона. В январе 2008 года договор аренды закончился и Пиа вернулся в Неаполь, где пробыл всего несколько дней и вновь на правах аренды перешёл в «Катанию». Возвратившись в «Наполи», Пиа, 14 августа 2008 года, дебютировал в Еврокубках, сыграв матча Кубка УЕФА с клубом «Влазния», где сразу же забил 2 гола. 3 мая 2009 года Пиа забил первый мяч в составе «Наполи» в серии А, поразив ворота «Сиены». Благодаря этому мячу, Пиа стал первым игроком в истории клуба, забивавшем в матчах серии С1, серии В, серии А и в еврокубковых турнирах.
В январе 2010 года Пиа был отдан, на правах аренды с правом выкупа, клубу «Торино». В составе туринцев он провёл 17 матчей и забил 3 гола. По окончании сезона, клуб не захотел выкупать трансфер нападающего, и Инасио вернулся в Неаполь.
31 августа 2010 года перешёл в клуб итальянской серии В «Портогруаро-Суммага». В сентябре 2011 года стал игроком команды «Пергокрема».